# Crows Explode
Série
Crows Zero II
(2009)
Pour plus de détails, voir Fiche technique et Distribution.
Crows Explode (クローズ EXPLODE, Kurozu Explode), est un film d'action réalisé par Toshiaki Toyoda, le troisième volet d'une trilogie inspirée des mangas Crows et Worst d'Hiroshi Takahashi. Le film se déroule après les événements de Crows Zero et Crows Zero II réalisés par Takashi Miike.
Il est sorti le 12 avril 2014 au Japon et est sorti en Direct-to-video en France le 4 mars 2015.

## Synopsis
L'histoire se déroule un mois après la fin de Crows Zero II. Les boss du lycée Suzuran, Genji Takiya et Tamao Serizawa, ont été diplômés. Une nouvelle bataille s'engage entre les nouveaux lycéens pour déterminer qui contrôlera l’établissement.

## Fiche technique
- Réalisateur : Toshiaki Toyoda
- Scénario : Hiroshi Takahashi
- Distribution : Tōhō
- Pays :  Japon
- Durée : 129 minutes
- Dates de sortie cinéma : 12 avril 2014
- Dates de sortie DVD : 
  -  Japon : 22 octobre 2014
  -  France : 4 mars 2015

## Distribution
Seuls Kyôsuke Yabe, Fukami Motoki et Tsutomu Takahashi  interprétant respectivement les rôles de Ken Katagiri, Rinda-Man et Takashi Makise dans Crows Zero et Crows Zero II, seront présents au casting de cet opus, les autres élèves étant désormais diplômés et ayant donc quitté le lycée. Ils seront rejoints par Masahiro Higashide, Taichi Saotome, Yuya Yagira, Ryo Katsuji et Kento Nagayama qui joueront le rôle des nouveaux élèves du lycée de Suzuran, se battant pour en prendre le contrôle.
- Masahiro Higashide : Kaburagi Kazeo
- Taichi Saotome : Ryohei Kagami
- Ryo Katsuji : Kenichi Ogisu
- Kento Nagayama : Fujiwara Hajime
- Yuya Yagira : Toru Goura
- Suzu Hirose : Mie Uchida
- Motoki Fukami : Megumi Hayashida (Rinda-Man)
- Kyôsuke Yabe : Ken Katagiri
- Elliot Rosado Koya (ELLY) : Yamashita Gohei
- Tomoki Nakamura (KENZO) : Tetsuji Takagi
- Iwata Takanori : Hiroki Shibata
- Tsutomu Takahashi : Makise Takashi
- Hayato Kakizawa : Honda Tamotsu